# Objekt-Verb-Subjekt
Als OVS-Sprachen werden in der Sprachtypologie diejenigen Sprachen bezeichnet, in denen die Satzteile Objekt, Verb, Subjekt in dieser Reihung die Grundwortstellung bilden. Dies bedeutet, dass diese Reihung die „dominante“ Satzform ist und im Normalfall auftritt, d. h. in pragmatisch unmarkierten Aussagesätzen.
OVS gehört neben OSV zu den seltensten Wortstellungstypen überhaupt. OVS-Sprachen machen weniger als 1 % der Sprachen der Welt aus. Sprachen mit dieser Grundwortstellung sind z. B. die indigenen amerikanischen Sprachen Cubeo, Hixkaryána und auch Selk’nam, die ozeanische Sprache Tuvalu, die australischen Sprachen Mangarrayi und Ungarinjin, die nilosaharanische Sprache Päri. Die meisten Sprachen mit dominanter OVS-Wortstellung werden in Südamerika und dort v. a. im Amazonasbecken gesprochen. Die künstliche Sprache Klingonisch wurde ebenfalls mit dieser Wortstellung ausgestattet, um sie exotisch wirken zu lassen.
Ein Beispiel für OVS-Wortstellung bietet der folgende Satz aus dem Hixkaryána, einer Karib-Sprache:
| toto                         | y-ahosɨ-ye        | kamara |
| Mann                         | 3>3 -greifen-PRÄT | Jaguar |
| O                            | V                 | S      |
| „Der Jaguar griff den Mann.“ |                   |        |

Eine OVS-Abfolge ist in manchen anderen Sprachen in einzelnen Konstruktionen möglich, z. B. wenn in einer Konstruktion mit Inversion von Subjekt und Verb (V-S) zusätzlich ein Objekt vorangestellt (topikalisiert) wird. Dies ist zum Beispiel in verschiedenen romanischen Sprachen möglich; hier ein Beispiel aus dem Katalanischen (siehe unter Katalanische Sprache#Morphologie und Syntax):
- El llibre el va portar en Joan.

(Das Buch es hat gebracht der Joan)
„Das Buch hat Joan gebracht.“
Dieser Satz erfordert, dass „das Buch“ bekannte Information ist, „Joan“ die neue Information des Satzes. Die Voranstellung von „el llibre“ löst die Setzung eines zusätzlichen Objektpronomens am Verb aus. Diese Satzform ist somit nicht die einfachst mögliche und normalste (unmarkierte) Satzform des Katalanischen. 
Entsprechendes gilt auch für das Deutsche, wo eine Stellung des Objekts vor dem Subjekt möglich ist, wie in der obigen Übersetzung des katalanischen Satzes. Dies ist eine Topikalisierungskonstruktion, die das Objekt besonders hervorhebt und ebenfalls keine Grundreihenfolge.
Das Besondere an OVS-Sprachen ist also, dass eine solche Folge dort den einfachsten Satz und die neutrale Grund-Abfolge bildet, erst dies definiert eine OVS-Sprache.